# Долгов, Константин Михайлович
Константи́н Миха́йлович Долго́в (род. 14 июля 1931, с. Большие Посёлки, Карсунский район, Средневолжский край, РСФСР, СССР) — советский и российский учёный-философ, специалист по западной и русской философии, эстетике и культурологии, лауреат премии имени Г. В. Плеханова (2009). Доктор философских наук, профессор. Один из авторов Большой советской энциклопедии и «Новой философской энциклопедии».

## Биография
Родился 14 июля 1931 года в селе Большие Посёлки ныне Ульяновской области.
В 1959 году — окончил философский факультет МГУ.
В 1963 году — защитил кандидатскую диссертацию, тема: «Анализ философских основ неотомизма».
В 1973 году — защитил докторскую диссертацию, тема: «Критика буржуазного философско-эстетического сознания».
Трудовая деятельность:
- преподавал на кафедре философии Института общественных наук при ЦК КПСС
- заведующий сектором Отдела культуры ЦК КПСС, заведующий сектором эстетики Института философии (до 1995 года)
- директор издательства «Искусство»
- председатель правления Всесоюзного агентства по авторским правам

С 1995 по 2012 годы — профессор, заведующий кафедрой философии, политологии и культурологии Дипломатической академии МИД РФ. В настоящее время — главный научный сотрудник Института философии РАН.

## Общественная деятельность
Президент Эстетической ассоциации России, член Исполкома Международной эстетической ассоциации, член Европейского общества культуры, член Парижского психоаналитического общества.
Один из создателей серии «История эстетики в памятниках и документах».
Организатор фонда К. Н. Леонтьева и Леонтьевского философско-богословского общества.
Провел анализ основных идей западноевропейской и русской философии в области эстетики, философии, религии, культуры, политики, исследуется специфика художественно-эстетического познания в рамках методологии историко-философских исследований.
Его перу принадлежат работы о многих западноевропейских представителях науки и культуры: Фоме Аквинском, Макиавелли, Данте, Леонардо да Винчи, Микеланджело, Рафаэле, Канте, Шеллинге, Гегеле, Кьеркегоре, Хайдеггере, Ясперсе, Жильсоне, Сартре, Камю, Мерло-Нонти, Кроче, Грамши, Аббаньяно, Кафке, а также о выдающихся представителях отечественной мысли: Толстом, Достоевском, К. Н. Леонтьеве, Розанове, Булгакове и других.
Титульный редактор (и автор предисловий) к трудам Булгакова, К. Н. Леонтьева, 3. Фрейда, К. Юнга, Д. Лукача, Л. Бунюэля, Ф. Феллини, А. Рене, Ж. Маритена и других.
Дипломатическая переписка Леонтьева, подготовленная к печати Долговым (в соавторстве с А. В. Торкуновым), вызвала интерес не только в России, но и в Турции, где проходила служба Леонтьева как сотрудника Азиатского департамент в МИД Российской империи. Книга документов Леонтьева была переведена на турецкий язык.

## Научные труды
монографии
- Философия, искусство, политика. М., 1976
- Ренессанс и политическая философия Никколо Макиавелли. М., 1980
- Диалектика и схоластика. М., 1983
- Жизнь и кино. Творчество Федерико Феллини. М., 1984
- Эссе о философии власти. Братислава, 1986
- Итальянские этюды. Человек и история: поиск истины и красоты. М., 1987
- Эстетика Д. Лукача. М., 1988
- Эстетика Жана-Поля Сартра. М., 1990
- Феллини. Бергман. Философия творчества. М., 1995
- Восхождение на Афон. Жизнь и миросозерцание Константина Леонтьева. М., 1997
- Политическое мировоззрение Пушкина // Сущий. К 200-летию со дня рождения А. С. Пушкина. М, 1999
- Учение Достоевского о красоте // Ф, М. Достоевский - наш современник. М., 2000; Русская эстетика XIX--XX вв. М., 2001; Реконструкция эстетического в западноевропейской и русской философии. М., 2004; Философские измерения политики, дипломатии и культуры: В 5 т. М., 2006-2007; От Кьеркегора до Камю: Философия. Эстетика. Культура. М., 1990 (2011)
- два выпуска записок и донесений К. Н. Леонтьева (Константин Николаевич Леонтьев. Дипломатические донесения, письма, записки, отчёты. 1865-1872 / Вст. ст. А. В. Торкунова и К. М. Долгова. М., 2003; Записки и донесения. М., 2013)

статьи
- Аверинцев С. С., Гараджа В. И., Греков Л. И., Долгов К. М. Неотомизм // Философская энциклопедия : в 5 т. / глав. ред. Ф. В. Константинов. — М.: Советская энциклопедия, 1967. — Т. 4 : Наука логики — Сигети. — 591 с. — 66 000 экз.
- Религия / Гараджа В. И., Греков Л. И., Долгов К. М. // Моршин — Никиш. — М. : Советская энциклопедия, 1974. — (Большая советская энциклопедия : [в 30 т.] / гл. ред.  А. М. Прохоров ; 1969—1978, т. 17).
- Долгов К. М. Катарсис // Новая философская энциклопедия / Ин-т философии РАН; Нац. обществ.-науч. фонд; Предс. научно-ред. совета В. С. Стёпин, заместители предс.: А. А. Гусейнов, Г. Ю. Семигин, уч. секр. А. П. Огурцов. — 2-е изд., испр. и допол. — М.: Мысль, 2010. — ISBN 978-5-244-01115-9.

## Награды
- Орден Трудового Красного Знамени
- Орден Дружбы Народов
- Заслуженный деятель науки Российской Федерации (1999)
- Премия имени Г. В. Плеханова (2009) — за серию работ по философской эстетике